# Teratolytta taurica
Teratolytta taurica es una especie de coleóptero de la familia Meloidae.

## Distribución geográfica
Habita en Turquía.